# Conotrachelus terrenus
Conotrachelus terrenus – gatunek chrząszcza z rodziny ryjkowcowatych.

## Zasięg występowania
Ameryka Południowa, występuje w Brazylii.

## Budowa ciała
Ciało bardzo szerokie, pękate. Przednia krawędź pokryw znacznie szersza od przedplecza. Na ich powierzchni bardzo liczne chropowate garbki układające się w podłużne pasy zaś w środkowej części dwa duże i wydłużone garby, jedynie obszar wzdłuż szwu jest gładki. Przedplecze niemal prostokątne w zarysie w tylnej części oraz ostro zwężone z przodu.